# BRIT Awards 2006
Die BRIT Awards 2006 wurden am 14. Februar 2006 im Londoner Earls Court verliehen. Die Moderation übernahm Chris Evans.
Erfolgreichster Künstler mit drei gewonnenen Preisen war die Band Kaiser Chiefs. Die meisten Nominierungen mit je fünf Stück hatten James Blunt und die Kaiser Chiefs.

## Kontroverse
Da sich die Nominierung für die Pop-Kategorie alleine auf Grund der Verkaufszahlen ergibt, wurden Girls Aloud und McFly nicht nominiert, dafür aber  Katie Melua und James Blunt, die nach Ansicht vieler Fans nicht der Popmusik zugehörig sind. Für das nächste Jahr wurde die Kategorie als Reaktion auf die Proteste gestrichen. Ebenfalls gestrichen wurden die Urban- und Rock-Kategorien.

## Liveauftritte
| Künstler       | Lieder                                                                      |
| -------------- | --------------------------------------------------------------------------- |
| Coldplay       | Square One                                                                  |
| KT Tunstall    | Suddenly I See                                                              |
| Kaiser Chiefs  | I Predict a Riot                                                            |
| James Blunt    | You're Beautiful                                                            |
| Kanye West     | Diamonds from Sierra Leone Gold Digger Touch the Sky                        |
| Kelly Clarkson | Since U Been Gone                                                           |
| Gorillaz       | Dirty Harry                                                                 |
| Jack Johnson   | Better Together                                                             |
| Paul Weller    | Come On/Let's Go The Changingman From the Floorboards Up Town Called Malice |
| Prince         | Te Amo Corazón Fury Purple Rain Let’s Go Crazy                              |

## Gewinner und Nominierte
| British Album | British Single |
| --- | --- |
| - Coldplay – X & Y - Gorillaz – Demon Days - James Blunt – Back to Bedlam - Kaiser Chiefs – Employment - Kate Bush – Aerial                                           | - Coldplay – Speed of Sound - James Blunt – You're Beautiful - Shayne Ward – That's My Goal - Sugababes – Push the Button - Tony Christie (featuring Peter Kay) – (Is This the Way To) Amarillo? |
| British Male | British Female |
| - James Blunt - Antony and the Johnsons - Ian Brown - Robbie Williams - Will Young                                                                                    | - KT Tunstall - Charlotte Church - Kate Bush - Katie Melua - Natasha Bedingfield |
| British Group | British Breakthrough Act |
| - Kaiser Chiefs - Coldplay - Franz Ferdinand - Gorillaz - Hard-Fi | - Arctic Monkeys - James Blunt - Kaiser Chiefs - KT Tunstall - The Magic Numbers |
| British Rock Act | British Urban Act |
| - Kaiser Chiefs - Franz Ferdinand - Hard-Fi - Kasabian - Oasis | - Lemar - Craig David - Dizzee Rascal - Kano - Ms. Dynamite |
| British Live Act | Pop Act |
| - Kaiser Chiefs - Coldplay - Franz Ferdinand - KT Tunstall - Oasis | - James Blunt - Katie Melua - Kelly Clarkson - Madonna - Westlife |
| International Album | |
| - Green Day – American Idiot - Arcade Fire – Funeral - Kanye West – Late Registration - Madonna – Confessions on a Dance Floor - U2 – How to Dismantle an Atomic Bomb | |
| International Male | International Female |
| - Kanye West - Beck - Bruce Springsteen - Jack Johnson - John Legend                                                                                                  | - Madonna - Björk - Kelly Clarkson - Mariah Carey - Missy Elliott |
| International Group | International Breakthrough Act |
| - Green Day - Arcade Fire - The Black Eyed Peas - The White Stripes - U2                                                                                              | - Jack Johnson - Arcade Fire - Daniel Powter - John Legend - The Pussycat Dolls |

Outstanding Contribution to Music
- Paul Weller